# Cibotium
Genre
Cibotium est un genre de fougères arborescentes de la famille des Cibotiaceae. Selon certaines auteurs, ce genre est inclus dans les Dicksoniaceae.
Il contient relativement peu d'espèces. Il est présent en Amérique centrale, à Hawaï et en Asie du Sud-Est.

## Liste d'espèces
- Cibotium barometz (L.) J.Sm.
- Cibotium chamissoi Kaulf.
- Cibotium glaucum (Sm.) Hook. & Arn.
- Cibotium menziesii Hook.
- Cibotium nealiae Deg.
- Cibotium schiedei Schltdl. & Cham.